# Robert Opratko
Robert Opratko (né le 17 mars 1931 à Vienne (Autriche) et mort le 9 septembre 2018 à Purbach am Neusiedlersee (Autriche)) est un compositeur autrichien.

## Biographie
Robert Opratko compose beaucoup de chansons pour des chanteurs de variétés comme Ludwig Hirsch, Michael Heltau, Marianne Mendt ou André F. Heller.
Il se fait aussi un nom en tant qu'arrangeur et chef d'orchestre, lorsqu'il dirige pour l'Autriche au Concours Eurovision de la chanson en 1968 et en 1971, ou avec son propre orchestre en accompagnant Freddy Quinn ou Udo Jürgens.
Il devient ensuite professeur de musique et directeur de la musique théâtrale et de l'opérette au Konservatorium Wien.

## Source de la traduction
- (de) Cet article est partiellement ou en totalité issu de l’article de Wikipédia en allemand intitulé « Robert Opratko » (voir la liste des auteurs).